# Martha Dix
Martha Dix (de soltera, Lindner; 19 de julio de 1895, Colonia -  6 de marzo de 1985, Sarrians, Francia) fue una orfebre y platera alemana y esposa del pintor Otto Dix, quien la retrató muchas veces entre 1921 y 1933. Un conocido retrato doble de la pareja también se puede encontrar en el portafolio de August Sander, People of the 20th Century de 1925. 

## Vida
Martha Lindner nació en Colonia en 1895 como la menor de los cuatro hijos de una familia rica de clase media. Su madre fue Maria Juliane Lindner (nacida Rottluger), su padre Bernhard Lindner, era director de seguros. Además de su lengua materna, aprendió varios idiomas extranjeros (francés, italiano, inglés y ruso) y piano. Además de la música, desde temprana edad se interesó por las bellas artes y el diseño, por lo que a los 17 años visitó sola la exposición especial de Colonia. Se la describe como "segura, asertiva y exigente" y bien educada.
En 1914 se comprometió con el urólogo Hans Koch, quien básicamente hubiera preferido tener un matrimonio con su hermana María, que era cinco años mayor que ella. Pero como Koch sabía que María no podía tener hijos, se casó con su hermana Martha. El matrimonio se celebró en 1915 cuando Koch todavía estaba sirviendo en la guerra. Debido a una lesión, regresó a Düsseldorf, donde abrió su propia galería de arte ("Graphinett") después de la guerra.
Durante su matrimonio con Koch, Martha dio a luz dos hijos: un varón, Martin, llamado "Muggeli" (9 de junio de 1917) y una hija Han(n)a (1920), llamada "Hanali". Se supone que hubo un ménage à trois entre María, Martha y Hans Koch, como se describe en las notas del galerista de Colonia Karl Kidney Village, quien también estaba enamorado de María. 
En octubre de 1921, Otto Dix llegó a Düsseldorf por invitación de Johanna Ey y Hans Koch. Allí vendió las dos últimas obras creadas y recibió de él su primer encargo de retrato. Trabajó en casa de los Koch en su retrato del anfitrión. Rápidamente se desarrolló una historia de amor entre Martha Koch y Otto Dix, que culminó con su viaje a Dresde con él durante unos meses antes de regresar a Düsseldorf. Las fotografías de Hugo Erfurth del círculo de conocidos de Dix en Dresde fueron tomadas durante este período inicial.
El matrimonio Koch se divorció en 1922; y Martha contrajo su segundo matrimonio con Dix en febrero de 1923, poco antes del nacimiento el 14 de abril de 1923 de su primer hijo juntos, una niña a la que llamaron Nelly. La hermana de Martha, María, se casó con Hans Koch, y los hijos de su primer matrimonio se quedaron con ellos, y al parecer solo se enteraron ya adultos que la "tía Martha" era en realidad su madre. 
Las dos parejas se mantuvieron amistosas. Por ejemplo, Otto Dix pintó libros ilustrados para los hijos de Martha Dix de su primer matrimonio, así como para los suyos propios. Una entrevista con Martha Dix de 1984 revela que el divorcio no estuvo del todo libre de conflictos para ella. 
Martha Dix demostró que, a pesar de su origen de clase alta, era práctica y adaptable. Por ejemplo, renovó el apartamento compartido y se ocupó de las cosas cotidianas de la convivencia. Los dos también disfrutaron de la vida de la gran ciudad de la década de 1920.
Otto y Martha Dix ("Jim y Mutzli" en su intimidad) inicialmente se quedaron en Düsseldorf. En el otoño de 1925, la familia y su hija Nelly, de dos años y medio, se mudaron a un prestigioso apartamento en Kaiserdamm en Berlín: el padre de Martha Dix había pagado el alquiler por siete años por adelantado. En enero de 1927 nació su hijo Ursus, y en 1928 su hijo menor, Jan. A partir de 1927, Dix ocupó una cátedra en la Academia de Arte de Dresde, de la que fue despedido en 1933 por los nacionalsocialistas.
La familia se mudó inicialmente al castillo de Randegg, que pertenecía a su exesposo, Hans Koch. Al principio vivieron allí en circunstancias más o menos precarias, ya que a Dix también se le prohibió exponer. En 1935/1936, después de la muerte de su padre, Martha Dix usó su herencia para construir su propia casa con un estudio en Hemmenhofen en el lago de Constanza, por lo que ella misma fue registrada como constructora.
La casa siguió siendo el centro de la vida de la familia durante décadas y los tres hijos crecieron allí. Otto Dix viajó a Dresde todos los años hasta 1943 y después de 1947, donde vivían su amante por muchos años Käthe König y su hija, nacida en 1939. Al final de la guerra, Otto Dix fue nuevamente movilizado y cayó en cautiverio en Francia; los miembros de las fuerzas de ocupación francesas fueron alojados en el edificio residencial en Hemmenhofen, que Martha Dix dijo que pudo aceptar, porque ella hablaba francés.
Su hija Nelly murió en 1955 y Martha y Otto Dix se llevaron a su nieta Bettina a vivir con ellos. Tras la muerte de Otto Dix en 1969, adoptó a Bettina en 1972 y viajó con ella a Tailandia, Marruecos y Francia.  Después de sufrir su primer infarto en 1979, Martha Dix se mudó con su nieta a Sarrians en Provenza, desde donde realizaron más viajes a Grecia y Turquía.
Entregó la casa en Hemmenhofen y los derechos de la propiedad de su esposo a la Fundación Otto Dix, que ella fundó en 1983 y era propiedad de sus dos hijos y su nieta Bettina Dix-Pfefferkorn.

## Martha Dix interpretada por Otto Dix
En los años 1921 a 1933, Otto Dix retrató a Martha tan a menudo como a sí mismo. En general, ella es un motivo en más de setenta pinturas, acuarelas y dibujos. Ninguna otra persona juega un papel tan diverso en el trabajo del artista como Martha Dix. Las imágenes se crearon en gran parte en Düsseldorf, Dresde y Berlín, comenzando con bocetos de retratos en octubre de 1921, cuando la pareja acababa de conocerse en la casa de los Koch, hasta la primera pintura al óleo representativa, que la muestra como una personalidad compleja con un sombrero rojo.
Los retratos de Dix muestran a su esposa en una amplia variedad de roles: "A veces es una musa y una compañera ingeniosa, a veces una mujer sofisticada, a veces una madre y el centro de la familia". En ocasiones su personalidad es el elemento central de la obra, otras veces retrocede como un accesorio detrás del ornamento y el énfasis en el arte de la pintura. Sin embargo, nunca la pintó de una manera tan sexualizada o erótica como en otras obras, donde pintó prostitutas y su entorno. Dos dibujos de 1923, que muestran a "Mutzli" despertando por la mañana, son el máximo erotismo que se puede encontrar en sus fotografías de Martha Dix. Sin embargo, en 1927, con motivo del nacimiento de Ursus, dedicó el cuadro Amantes desiguales a Martha Dix, que muestra a un anciano exhausto con una amante joven desnuda en pose sexual.
Dix estuvo presente en el nacimiento de sus dos hijos menores, lo cual por entonces era todavía inusual, y aprovechó para hacer dibujos. Esto resultó en la pintura inacabada Nacimiento y en el sorprendente retrato realista de un neonato Niño recién nacido en las manos (Ursus). Le siguieron toda una serie de obras que tratan el tema de la maternidad, los niños y la familia. Entre ellos se encuentra el cuadro La familia del artista, con claros ecos de las representaciones tradicionales de la Sagrada Familia, aunque irónicamente modificadas. Las últimas pinturas con Martha Dix como motivo fueron creadas en 1928 (Frau Martha Dix I y II); En 1927, Otto Dix inició una larga relación paralela con Käthe König. Un penúltimo dibujo, Mutz sentada, que difiere mucho de las anteriores ilustraciones de Martha, fue creada en 1933, “lejana y sin ilusiones”. Solo en un libro ilustrado de 1955, creado posteriormente para la nieta Bettina, Martha Dix vuelve a aparecer.

### Pinturas de Dix retratando a Martha Dix (selección)
- Cabeza (Mutzli Koch); 1922, acuarela sobre lápiz ( Museo Zeppelin, Friedrichshafen)
- Autorretrato con esposa; 1923, óleo y témpera sobre lienzo, (paradero desconocido)
- Retrato de la Sra. Martha Dix; 1923, óleo sobre lienzo ( Kunstmuseum Stuttgart)
- Retrato de mi esposa; 1924, acuarela y témpera sobre tiza negra (colección particular)
- Retrato de la Sra. Martha Dix. 1926, óleo y témpera sobre tabla ( Museo Ludwig, Colonia )
- Mi Mutz; 1923, acuarela sobre tiza negra (Fundación Otto Dix, Vaduz)
- Madre con hijo, 1924, acuarela sobre lápiz (Museo Ludwig, Colonia)
- Sra. Dix con Jan en sus brazos; 1929, óleo y témpera sobre tabla (paradero desconocido)
- La familia del artista; 1927, óleo sobre tabla (Städelscher Museums-Verein, Fráncfort del Meno)
- Retrato de Frau Martha Dix I; 1927, óleo y témpera sobre madera (Kunstmuseum Stuttgart)
- Retrato de Frau Martha Dix II; 1927, óleo y témpera sobre madera (Museo Folkwang, Essen)

## Exposiciones (selección)
- Otto Dix - Homenaje a Martha; 3 de septiembre al 27 de noviembre de 2005, Kunstmuseum Stuttgart.
- Mujer; de marzo a octubre de 2010, Casa Otto Dix Hemmenhofen.